# Casa del Tesoro

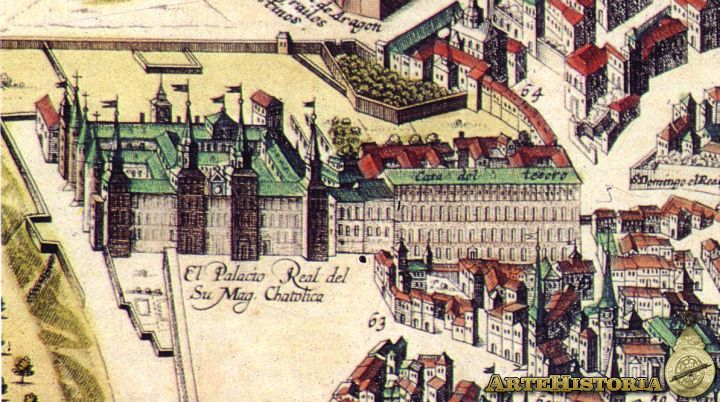
La Casa del Tesoro a la derecha del Alcázar en el Plano de Mancelli.

La casa del Tesoro fue un edificio anexo al Real Alcázar de Madrid, que sobrevivió hasta después del incendio que destruyó este edificio.

## Historia
El origen del edificio se encuentra en las casas junto al Alcázar de Madrid que poseía don Bernardino de Velasco a mediados del siglo XVI. Estas casas se encontraban imbricadas en la muralla de Madrid, al este de la fachada sur del Alcázar. 
En 1557, don Bernardino de Mendoza, vendió las casas al aya de Felipe II, doña Leonor de Mascareñas. Esta dama tenía la intención de fundar un colegio jesuita en Madrid, donde aún no se había establecido la corte. Doña Leonor de Mascareñas compraría además otras dos casas pertenecientes a Juana de Ávila y Melchor de Pinedo para ampliar las casas de don Bernardino de Mendoza. 
Felipe II permutó estas casas a Leonor de Mascareñas por otras en la plaza de Santo Domingo, donde Leonor fundaría el convento franciscano de Nuestra Señora de los Ángeles. En 1568 se dio comienzo a las obras del edificio. Posteriormente se uniría la casa del Tesoro con el Real Alcázar a través de un pasadizo, de madera primero y después, de obra. La casa del Tesoro tomaba su nombre por haber mandado Felipe II aposentarse en ella Francisco de Garnica, Contador Mayor de Cuentas y sus caudales, y después, el Tribunal del Tesoro.
A partir de entonces el edificio serviría para alojar a príncipes y altos personajes que visitaban la corte española. Entre estos se encuentran los siguientes:
- el cardenal Alessandrino, Michele Bonelli, en 1571. Acompañado de Giovanni Battista Venturino di Fabriano.[4]
- el príncipe Manuel Filiberto de Saboya, sobrino de Felipe III, en 1610.[5][6][7]
- el cardenal Francesco Barberini, en la primavera y verano de 1626, acompañado de su secretario Cassiano del Pozzo.[8][9][8][10]
- Margarita de Saboya, duquesa consorte de Mantua como esposa de Francisco IV de Mantua y prima de Felipe IV.
- María de Borbón-Soissons, princesa consorte de Cariñano, casada con Tomás Francisco, príncipe de Saboya-Carignano, y los hijos de ambos. Desde noviembre de 1636 hasta 1643 en que pasó a Carabanchel hasta su marcha de España al año siguiente.[11]

Además la casa del Tesoro servía para alojar criados de la Familia Real, como por ejemplo: Alonso Sánchez Coello oDiego Velázquez (desde 1655).
Además de esta función residencias, tuvo otras funciones: 
- Tras la vuelta de la corte a Madrid, tras el traslado a Valladolid, se construyó un corral de comedias en el segundo patio de la edificación.[15]
- Sirvió de convento a las agustinas recoletas antes de su traslado al edificio definitivo del Monasterio de la Encarnación en 1616.[16]

En el reinado de Carlos II el edificio sería objeto de una intensiva compartimentación, para servir de vivienda a criados y viudas, que hizo que perdiera en parte su carácter de edificio noble. 
El edificio sería finalmente derribado en 1810. 

## Descripción

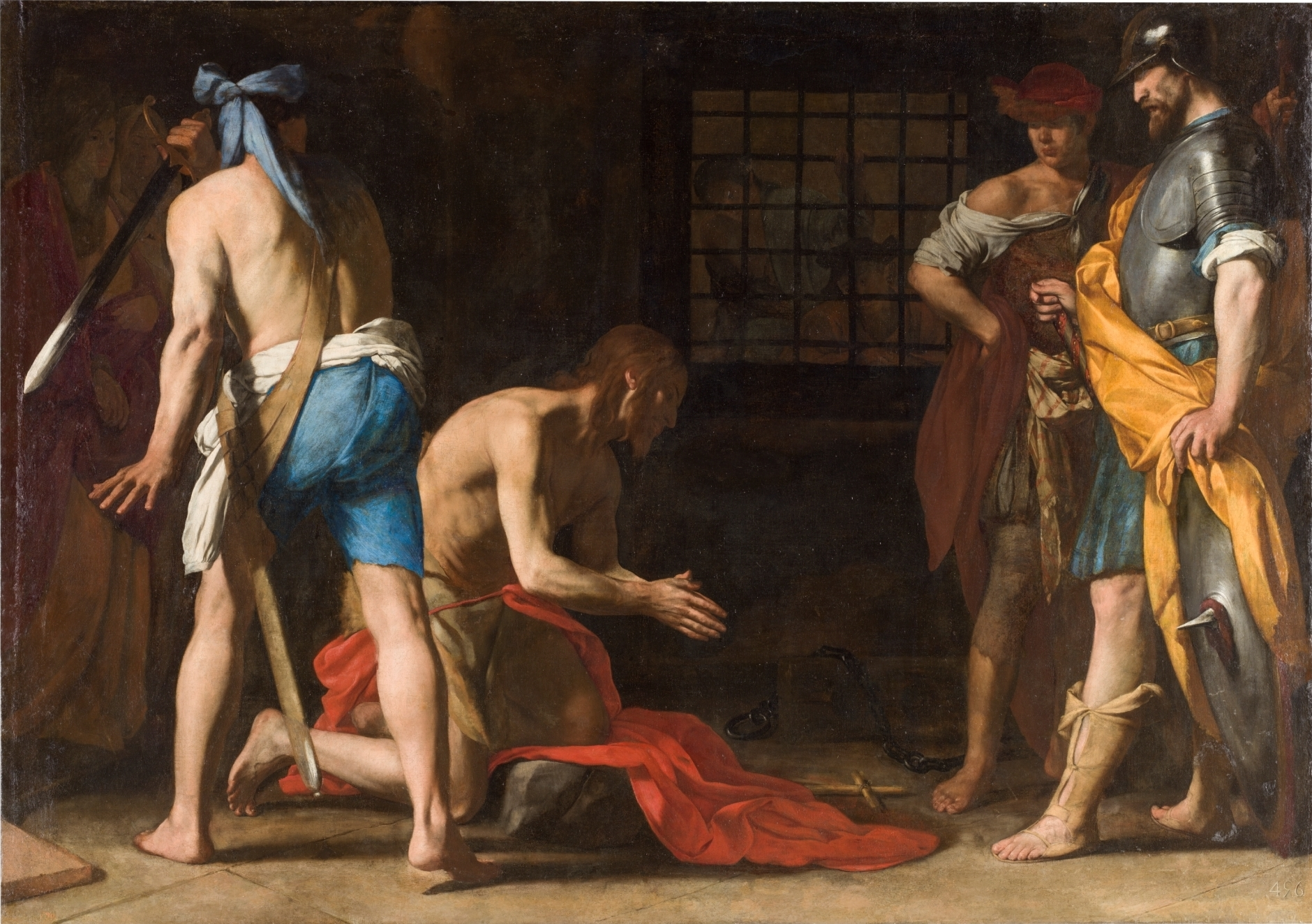
La degollación de San Juan Bautista, parte del ciclo de pinturas sobre la vida de este santo por Massimo Stanzione que estuvo en la capilla de la Casa del Tesoro a finales del.

La edificación se incluía en una serie de estructuras al este de la mitad sur del Alcázar, como brazo meriodional dentro del complejo conocido como pasadizo de la Encarnación. Este último conectaba el alcázar con el monasterio homónimo situado al noreste del palacio. La casa contaba con dos patios, uno de mayor tamaño situado al este en eje con la entrada principal y que constituía el patio principal y otro de menor tamaño situado al este. En la parte norte se situaba el núcleo original, correspondiente a las casas de don Bernardino de Mendoza. En esta parte se disponían las estancias de aparato del edificio. El edificio tenía tres alturas sobre la calle del Tesoro (fachada sur) incluyendo una bajo cubierta. 
Algunas de sus estancias estaban ricamente decoradas. En el viaje realizado por el cardenal Barberini, Cassiano del Pozzo explica que contaba con pinturas de Annibale Carracci, Brueghel o tapices provenientes de María I de Inglaterra. 
En su capilla, que era parte del núcleo original de las casas de don Bernardino de Mendoza y se situaba en la crujía entre los dos patios, contó con ricas pinturas como el ciclo sobre la vida de San Juan el Bautista de Massimo Stanzione o el de Luca Giordano: Ángeles adorando la Santa Faz.
El segundo patio contó con un corral de comedias construido alrededor de 1607.

### Individuales
1. ↑  Martínez Díaz, Ángel (2003). «1.4 La forma de Palacio. El ala oriental. El brazo meridional. La Casa del Tesoro». El entorno urbano del Palacio Real Nuevo de Madrid 1735-1885 (Tesis de doctor). Universidad Politécnica de Madrid. p. 118, 121-127. Wikidata Q108392992. doi:10.20868/UPM.thesis.56273.
2. ↑  Martín Tovar, Virginia (1992). «Arquitecturas singulares de Madrid: las casa del Duende, Rebeque, Capones, Tesoro, Carracas, Cages y otras más». Academia: Boletín de la Real Academia de Bellas Artes de San Fernando (74): 63-94. ISSN 0567-560X. Consultado el 5 de febrero de 2023.
3. ↑  Simal López, Mercedes (16 de noviembre de 2020). «El escenario del valido: el conde-duque de Olivares y el Palacio del Buen Retiro». Cuadernos de Historia Moderna 45 (2): 565-601. ISSN 1988-2475. doi:10.5209/chmo.72544. Consultado el 5 de febrero de 2023.
4. ↑  «Exploradores y viajeros por España y el nuevo mundo. 1571, Giovanni Battista Venturino di Fabriano.». Biblioteca Virtual Miguel de Cervantes. Consultado el 5 de febrero de 2023.
5. ↑  Rivero Rodríguez, Manuel (2013). «La Casa del príncipe Filiberto de Saboya en Madrid». L'infanta: Caterina d'Austria, duchessa di Savoia (1567-1597), 2013, ISBN 9788843056545, págs. 499-518: 499-518. ISBN 978-88-430-5654-5. Consultado el 5 de febrero de 2023.
6. ↑  Gascón de Torquemada, Gerónimo (1991). «Noviembre de 1634». Gaçeta y nuevas de la corte de España. Madrid. p. 370. ISBN 978-84-600-7855-5. Consultado el 27 de diciembre de 2020.
7. ↑  Antolín Rejón, Carlos (2016). El complejo rol dinástico de un hijo segundón: el príncipe Emanuele Filiberto de Saboya (1588-1624) ¿mediador, embajador familiar o agente doble?. Fundación Española de Historia Moderna. ISBN 978-84-938044-6-6. Consultado el 5 de febrero de 2023.
8. 1 2  Simón Díaz, José (1980). La estancia del cardenal legado Francesco Barberini en Madrid el año 1626. ISSN 0584-6374. Consultado el 5 de febrero de 2023.
9. ↑  Gascón de Torquemada, Gerónimo (1991). «Mayo de 1626». Gaçeta y nuevas de la corte de España. Madrid. p. 239. ISBN 978-84-600-7855-5. Consultado el 27 de diciembre de 2020.
10. ↑  Giordano, Silvano; Salort Pons, Salvador (2004). «La legación de Francesco Barberini en España: unos retratos para el cardenal y un breve pontificio para Diego Velázquez, «clerico coniugato»». Archivo Español De Arte 77 (306): 159-170. doi:10.3989/aearte.2004.v77.i306.245.
11. ↑  Franganillo Álvarez, Alejandra (2017). «Servicio y deservicio a Felipe IV. Los Príncipes de Carignano, entre Francia y la Monarquía Hispánica (1634-1644)». Hispania: Revista española de historia 77 (255): 91-115. ISSN 0018-2141. Consultado el 5 de febrero de 2023.
12. ↑  Madrazo y Kuntz, Pedro de (1872). «Sánchez Coello, Alonso». Catálogo descriptivo é histórico del Museo del Prado de Madrid. p. 567. Consultado el 5 de febrero de 2023.
13. ↑  Cruz Valdovinos, José Manuel (13 de abril de 2008). «Oficios y mercedes que recibió Velázquez de Felipe IV». Anales de Historia del Arte 18: 111-139. ISSN 1988-2491. Consultado el 5 de febrero de 2023.
14. ↑  Sánchez Cantón, Francisco Javier (1942). «Cómo vivía Velázquez: Inventario descubierto por D.F.Rodríguez Marín». Archivo español de arte 15 (50): 69-91. ISSN 0004-0428. Consultado el 5 de febrero de 2023.
15. 1 2  Ferrer Valls, Teresa (28 de noviembre de 2019). «Un espacio para el espectáculo teatral: la sala de saraos del palacio real de Valladolid (1605)». Un espacio para el espectáculo teatral: la sala de saraos del palacio real de Valladolid (1605) (7/2): 89-120. doi:10.14643/72B. Consultado el 5 de febrero de 2023.
16. ↑  Gascón de Torquemada, Gerónimo (1991). «Junio de 1616». Gaçeta y nuevas de la corte de España. Madrid. p. 40. ISBN 978-84-600-7855-5. Consultado el 27 de diciembre de 2020.
17. ↑  «Predicación del Bautista en el desierto». Museo del Prado. 1635.
18. ↑  «Ángeles adorando la Santa Faz». Museo del Prado. c. 1700.